# Selex Elsag
SELEX Elsag S.p.A. era una azienda italiana operante nel settore dell'elettronica per la difesa e delle telecomunicazioni, producendo sistemi ed applicazioni per uso militare e civile.

## Storia
La società fu il risultato di una lunga storia di evoluzione di diverse società preesistenti, attraverso cambiamenti di nome e di proprietà, accorpamenti e separazioni.
Una delle società antenate nasce il 22 ottobre 1969 come Marconi Communication Systems Ltd, società del gruppo The Marconi Company Ltd (General Electric Company) che affonda le sue radici in The Wireless Signal & Telegraph Company fondata da Guglielmo Marconi e dal cugino Henry Davis a Londra nel 1897.
Il 29 agosto 1991 diventa GEC Marconi Communications Ltd che nel 1999 cambia nome in Marconi Communications Defence Systems Ltd.
Pochi mesi dopo viene ceduta da GEC a British Aerospace, diventando Marconi Mobile Ltd nel 2000.
Nel 2002 viene rilevata da Finmeccanica assumendo la denominazione di Marconi Selenia Communications S.p.A..
Nel 2004 assume il nome Selenia Communications S.p.A. e l'anno successivo Selex Communications S.p.A..
Il primo giugno 2011, dopo l'incorporazione di Elsag Datamat, la società ha assunto quest'ultima denominazione.
Il 30 maggio 2012 viene nominato il nuovo Consiglio di Amministrazione presieduto da Nazzareno Cardinali (che prende il posto di Paolo Aielli) ed è composto da Fabrizio Giulianini, Mario Orlando, Lorenzo Fiori e Gianmario Prato.
Dal 1º gennaio 2013 l'azienda è confluita in Selex ES S.p.A..

## Prodotti
- Sistemi e reti di comunicazione integrati.
- Apparati di comando, controllo e gestione per applicazioni terrestri, navali e aeree.
- Apparecchiature e sistemi integrati per comunicazione, navigazione, identificazione e missione destinati all'installazione su mezzi aerei, terrestri e navali da trasporto, soccorso, missione e combattimento.

Tra i suoi prodotti più importanti vi è il Progetto Nazionale Interpolizie (basato sulla tecnologia TETRA), il sistema di comunicazioni mobili protette per le forze dell'ordine che è stato acquisito dal Ministero dell'Interno italiano per 560 milioni di euro: la stessa piattaforma è stata adottata dalla polizia slovena, russa e di Buenos Aires, dalle società di gestione delle metropolitane di Taiwan, Istanbul, Salonicco e Singapore, e degli aeroporti di Madrid e Mosca: verrà, inoltre, impiegato per garantire la sicurezza delle comunicazioni alle Olimpiadi Invernali di Sochi 2014.